# Flisby socken
Flisby socken i Småland ingick i Södra Vedbo härad, ingår sedan 1971 i Nässjö kommun i Jönköpings län och motsvarar från 2016 Flisby distrikt.
Socknens areal är 113,00 kvadratkilometer, varav land 106,71. År 2000 fanns här 809 invånare. Tätorten Flisby samt någon kilometer sydost därom sockenkyrkan Flisby kyrka ligger i denna socken. 

## Administrativ historik
Flisby socken har medeltida ursprung.
Vid kommunreformen 1862 övergick socknens ansvar för de kyrkliga frågorna till Flisby församling och för de borgerliga frågorna till Flisby landskommun. Denna senare inkorporerades 1952 i Solberga landskommun som 1971 uppgick  i Nässjö kommun. Församlingen ingår sedan 1 januari 2007 i Norra Solberga-Flisby församling.
1 januari 2016 inrättades distriktet Flisby, med samma omfattning som församlingen hade 1999/2000.  
Socknen har tillhört samma fögderier och domsagor som Södra Vedbo härad. De indelta soldaterna tillhörde Jönköpings regemente, Norra Vedbo och Västra härads kompanier och Smålands husarregemente, Livskvadronen, Livkompaniet.

## Geografi
Flisby socken ligger nordost om Nässjö vid Svartåns övre lopp och kring Flisbysjön, Väseldasjön och Anebysjön. Socknen är en sjörik starkt kuperad skogsbygd med höjder som i öster når 325 meter över havet.

## Fornlämningar
Här finns hällkistor och flera gravrösen samt domarringar från bronsåldern och äldre järnåldern. Sex järnåldersgravfält med den kända Bruadungen finns här. Tre runristningar är kända.

## Namnet
Namnet (1315 Flydhisby) kommer från en gård i kyrkbyn. Förleden är en variant på ett äldre namn på Flisbysjön, Fludhen, Flydhir med oklar betydelse. Efterleden är by, gård(ar).

### Fotnoter
1. 1 2  Svensk Uppslagsbok andra upplagan 1947–1955: Flisby socken
2. 1 2  Harlén, Hans; Harlén Eivy (2003). Sverige från A till Ö: geografisk-historisk uppslagsbok. Stockholm: Kommentus. Libris 9337075. ISBN 91-7345-139-8
3. ↑  ”Församlingar”. Statistiska centralbyrån. https://www.scb.se/hitta-statistik/regional-statistik-och-kartor/regionala-indelningar/forsamlingar/. Läst 30 december 2022.
4. ↑  Administrativ historik för Flisby socken (Klicka på församlingsposten). Källa: Nationella arkivdatabasen, Riksarkivet.
5. ↑  Indelta soldater, torp och rotar i Jönköpings län Arkiverad 24 januari 2012 hämtat från the Wayback Machine. Jönköpingsbygdens Genealogiska Förening
6. 1 2  Sjögren, Otto (1931). Sverige geografisk beskrivning del 2 Östergötlands, Jönköpings, Kronobergs, Kalmar och Gotlands län. Stockholm: Wahlström & Widstrand. Libris 9939
7. 1 2 3  Nationalencyklopedin
8. ↑  Fornlämningar, Statens historiska museum: Flisby socken
9. ↑  Fornminnesregistret, Riksantikvarieämbetet: Flisby socken Fornminnen i socknen erhålls på kartan genom att skriva in sockennamn (utan "socken") i "Ange geografiskt område"
10. ↑  Mats Wahlberg, red (2003). Svenskt ortnamnslexikon. Uppsala: Institutet för språk och folkminnen. Libris 8998039. ISBN 91-7229-020-X. https://isof.diva-portal.org/smash/get/diva2:1175717/FULLTEXT02.pdf